# Jezioro Łagowskie
Jezioro Łagowskie – jezioro rynnowe w Polsce, położone w województwie lubuskim, w powiecie świebodzińskim, w gminie Łagów, na obszarze Pojezierza Łagowskiego.

## Charakterystyka
Jezioro Łagowskie jest połączone krótkim kanałem z leżącym na północ od niego jeziorem Ciecz. Na przesmyku między jeziorami leży wieś Łagów. Jezioro jest w całości położone na obszarze Łagowskiego Parku Krajobrazowego. Od wschodu do jeziora wpada niewielki ciek niosący nadmiar wód z Jeziora Cichego.

## Hydronimia
Do 1945 roku jezioro nazywane było Lagower See. Obecna nazwa została wprowadzona urzędowo 2 lutego 1949 roku. Według urzędowego spisu opracowanego przez Komisję Nazw Miejscowości i Obiektów Fizjograficznych (KNMiOF) nazwa tego jeziora to Jezioro Łagowskie. Państwowy rejestr nazw geograficznych jako nazwę prawidłową podaje Łagowskie, a nazwę Jezioro Łagowskie traktuje jako nazwę oboczną.

## Morfometria
Według danych Instytutu Rybactwa Śródlądowego powierzchnia zwierciadła wody jeziora wynosi 82,4 ha. Średnia głębokość zbiornika wodnego to 5,3 m, a maksymalna to 13,5 m. Lustro wody znajduje się na wysokości 106,2 m n.p.m. Objętość jeziora wynosi 4348,7 tys. m³. Natomiast A. Choiński podał wielkość jeziora jako 76,5 ha.
Według Mapy Podziału Hydrograficznego Polski leży na terenie zlewni szóstego poziomu Zlewnia jez. Łagowskiego. Identyfikator MPHP to 176259. Powierzchnia zlewni jeziora wynosi 47,87 km².

## Przyroda
Brzegi jeziora są strome oraz poprzecinane dolinkami utworzonymi przez spływające wody. Południowe, zachodnie i wschodnie brzegi porośnięte są lasami mieszanymi na które składają się głównie buki, sosny, świerki oraz dęby. Jedynie brzeg północny pozostaje niezalesiony, gdyż przylega do zabudowań miejscowości Łagów.
Roślinność wynurzona w jeziorze jest pospolita, reprezentowana głównie przez trzcinę pospolitą, grążela żółtego i mannę mielec. Roślinność tego typu występuje do głębokości 1,5 m i zajmuje 2,3 ha powierzchni jeziora. Znacznie bardziej rozwinięta jest roślinność zanurzona, reprezentowana głównie przez rdestnicę połyskującą, moczarkę kanadyjską, wywłócznik, mech i ramienicę. Roślinność tego typu występuje do 5 metrów głębokości i zajmuje około 40% powierzchni dna jeziora.
Według typologii rybackiej jest to jezioro typu leszczowego.

## Zagospodarowanie
Administratorem wód jeziora jest Regionalny Zarząd Gospodarki Wodnej w Szczecinie. Utworzył on obwód rybacki, który obejmuje wody jezior Ciecz i Łagowskiego oraz wody cieku Łagowa od jego wypływu z jeziora Ciecz, aż do ujścia (Obwód rybacki Jeziora Trześniowskie (Ciecz) na rzece Łagowa – nr 1). Gospodarkę rybacką prowadzi na jeziorze Polski Związek Wędkarski Okręg w Zielonej Górze.
Jezioro pełni również funkcje rekreacyjne. Nad jego brzegami według danych z 2005 roku usytuowanych było 15 ośrodków wczasowych i pól namiotowych. Liczne są wypożyczalnie sprzętu wodnego, w szczególności kajaków oraz rowerów wodnych. Od 2018 roku na jeziorze funkcjonuje kąpielisko wyznaczone z zasadami dyrektywy kąpieliskowej Przystań Wodna ZSMP w Łagowie. W 2021 roku jego jakość wód oceniono jako doskonałą.

## Czystość wód i ochrona środowiska
W latach 1988, 1994, 2000 oraz 2005 stan wód jeziora sklasyfikowano według ówczesnych kryteriów w II klasie czystości. Negatywny wpływ na ocenę czystości jeziora miał wysoki poziom fosforanów w warstwie przydennej oraz całkowicie odtleniony hypolimnion. W okresie letnim przekroczone były poziomy azotu ogólnego i BZT5. Mimo to średnia przeźroczystość wód jeziora osiąga wartości około 4 metrów. Badania prowadzone w 2014 roku przez Wojewódzki Inspektorat Ochrony Środowiska w Zielonej Górze zaliczyły wody jeziora do II klasy jakości. Akwen ma III kategorię podatności na degradację co znaczy, że charakteryzuje się słabymi warunkami naturalnymi i nie jest odporny na degradujące wpływy zewnętrzne. Decyduje o tym niewielka stratyfikacja wód, niewielka objętość w stosunku do długości brzegów oraz wysoki procent wymiany wód jeziora w ciągu roku wynoszący około 190%.
Jezioro leży na terenie Łagowsko-Sulęcińskiego Parku Krajobrazowego oraz na obszarze Natura 2000 o nazwie Buczyny Łagowsko-Sulęcińskie.